# 東邦テナックス
東邦テナックス株式会社（とうほうテナックス）は、かつて存在したPAN系炭素繊維メーカー。東京都千代田区に本社を置いていた。
2018年4月1日付で、親会社の帝人に吸収合併され解散した。

## 概要
昭和9年（1934年）創業の東邦人造繊維株式会社をルーツとする。世界を代表する規模を誇り、生産高は世界第2位であった。主力製品である炭素繊維は、風力発電のブレード（羽根）や高圧タンク向けなどの産業用途のほか、仏エアバス社の超大型旅客機エアバスA380を始めとした航空・宇宙分野向けに出荷されていた。
2006年3月期決算は、大垣工場跡地売却損の発生により44億円の赤字決算となった。
2000年2月に帝人の子会社となるまでは芙蓉グループであった。

## 沿革
- 1934年（昭和9年）6月 ‐ 東邦人造繊維株式会社を創業（創業者・後宮信太郎）[2]。
- 1950年（昭和25年）7月 ‐ 東邦レーヨン株式会社を設立。
- 2000年（平成12年）2月 ‐ 帝人の子会社となる。
- 2001年（平成13年）7月 ‐ 東邦テナックス株式会社に商号変更。
- 2007年（平成19年）
  - 5月28日 ‐ 帝人の完全子会社となることを発表。
  - 8月 ‐ 上場廃止。
  - 9月1日 ‐ 帝人の完全子会社となる。
- 2018年（平成30年）4月 - 帝人へ吸収合併され解散。

## 関連会社
- 東邦化工建設株式会社
- 東邦機械工業株式会社
- 東邦セールス株式会社
- 東邦テキスタイル株式会社